# Xylia mendoncae
Xylia mendoncae är en ärtväxtart som beskrevs av Antonio Rocha da Torre. Xylia mendoncae ingår i släktet Xylia och familjen ärtväxter. IUCN kategoriserar arten globalt som otillräckligt studerad. Inga underarter finns listade i Catalogue of Life.